# Frank Lorenzo

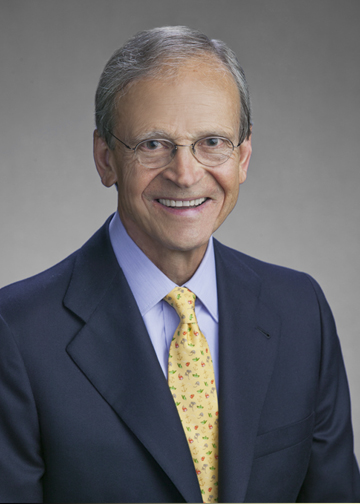
Frank Lorenzo (2012)

Frank Lorenzo (* 19. Mai 1940 in New York City) ist ein US-amerikanischer Unternehmer und Manager, der in die Pleite der US-Fluggesellschaft Eastern Air Lines verwickelt war.
Lorenzo war als Geschäftsführer bei verschiedenen Fluggesellschaften tätig, u. a. bei Continental Airlines, New York Air, Frontier Airlines, Texas International Airlines und Eastern Air Lines. Bekannt wurde er durch seine massiv auf Kostensenkung ausgerichteten Maßnahmen, die ihn immer wieder auf Konfrontationskurs mit den Gewerkschaften brachten. So wurden ihm u. a. vorgeworfen, er habe Eastern Air Lines, die Fluggesellschaft der Holding mit dem höchsten gewerkschaftlichen Organisationsgrad und damit nur schwer durchsetzbaren Einsparungen bei den Personalkosten, gezielt geschwächt, indem er Vermögenswerte ohne Gegenleistung zu anderen Airlines der Gruppe transferierte, bei denen Gewerkschaften eine schwächere Position hatten. Diese Politik trug ihren Teil zum Zusammenbruch von Eastern Air Lines im Januar 1991 bei.